# Route nationale 177
Die N177 wurde 1824 als französische Nationalstraße zwischen der N175 westlich von Villers-Bocage und Redon festgelegt. Diese Strecke geht auf die Route impériale 197 zurück. Ihre Länge betrug 207,5 Kilometer. 1949 übernahm durch die Reform der langen Routen die N12 den Abschnitt zwischen Fougères und Rennes. Die Gesamtlänge sank dadurch auf 160,5 Kilometer. 1973 wurde sie abgestuft. 1978 wurde der Abschnitt der N834 zwischen Pont-l'Évêque und Trouville in N177 umgenummert. 2006 wurde diese Trasse abgestuft.

## N177e
Die N177E war von 1933 bis 1973 ein Seitenast der N177, der nördlich vom Stadtzentrum in Rennes diese mit der N137 verband. Sie trägt heute die Nummer D677.